# Majsmörblomma
Majsmörblomma eller majranunkel (Ranunculus auricomus) är en art i familjen ranunkelväxter och förekommer naturligt från Europa till Sibirien, Kaukasus och Grönland.
Det är en ört som är nära släkt med och ganska lik smörblomma (R. acris). 
Väldigt ofta behandlar man majsmörblomman som en art men formellt sett är "majsmörblomma" ett samlingsnamn för uppåt två hundra apomiktiska så kallade "småarter" vilka sätter frö utan befruktning.

## Karaktärsdrag
Majsmörblomman är mycket lik revsmörblomman (R. repens) men de två arterna blommor vid olika, ej överlappande, perioder. Majsmörblomma blommar, precis som namnet antyder, i maj medan revsmörblomman blommar mellan juni och augusti. För att skilja på en vanlig smörblomma (R. acris) och en majsmörblomma kan man känna på blomskaftet, precis under blomman. Om blomskaftet är kantigt är det en majsmörblomma och om blomskaftet är runt så är det en vanlig smörblomma.